# 縣道185號
縣道185號（大津－枋寮），為臺灣一條位於屏東縣的縣道，北起高樹鄉大津銜接台27線，南至枋寮鄉北勢寮銜接台1線，全長共計68.989公里。由於縣道185號係沿著中央山脈西側修建，因此有沿山公路之稱，乃屏東縣山地鄉之間的主要聯繫道路，當前縣道185號為台灣第五長縣道。
- 縣道185號起點
- 涼山隧道
- 餉潭大橋

## 支線

### 甲線
縣道185甲線（新吉－來義），為縣道185號唯一一條縣道公路支線，西起屏東縣新園鄉新吉之台27線，東至屏東縣萬巒鄉新置村（鄰近來義鄉）之縣道185號，全長共計19.969公里。

## 概況
主線
縣道185號以屏東縣高樹鄉大津境內的台27線為公路起點，車道布設係採用雙向車道，從起點開始朝南行進，途經高樹鄉鹿場頂、三地門鄉口社、賽嘉以及高樹鄉廣興，並在三地門鄉三地與台24線共線，透過三地門大橋越過隘寮溪後進入內埔鄉。
此公路越過隘寮溪進入到內埔鄉水門後，車道布設從原來的雙向車道擴增為雙向二車道，接著行進約400公尺後與台24線分出，然後左轉與縣道187號共線，而這裡也是縣道187號的起點所在地。此公路與縣道187號共線行進一段距離後於忠孝路與中山路口右轉，此時車道布設從原來的雙向二車道恢復成雙向車道，接著往南行進了一段距離，直到在新隘寮與縣道187號分出。
此公路與縣道187號分出後，於分出點處左轉並朝南方行進，並通過涼山隧道後進入瑪家鄉，接著朝南行進，途經瑪家鄉涼山村、佳義村、排灣村、萬巒鄉赤山等地區，而後在萬巒鄉新置村與縣道185甲線交會，而這裡也是縣道185甲線的終點所在地。此公路通過萬巒鄉新置村後繼續往南方行進，途經新埤鄉之大潮州人工湖、海風寮、餉潭、枋寮鄉內寮等地，最後在接近枋寮鄉枋寮村的位置與台1線交會，乃是縣道185線的終點所在地。
截至2020年底，縣道185號總長68.989公里，路基總面積645,305平方公尺，其路面均以瀝青鋪設。全線共設置45座橋梁（總長2,434.1公尺）以及1座隧道（總長123公尺），另設置505面標誌、85組交通號誌，以及548桿照明裝置。
甲線
縣道185甲線係以原屏58線與屏110線部分路段併編而成。此公路以屏東縣新園鄉新吉境內的台27線為公路起點，車道布設係採用一車道，從起點開始朝東行進，途經新園鄉港子漧與萬丹鄉客厝等地，且行進過程中車道布設從原來的一車道變為雙向車道。之後在接近萬丹鄉興化廍時與屏61線交會，而這裡也是屏61線的終點所在地，接著右轉往東方行進一段距離後，透過興社大橋越過東港溪，而後進入崁頂鄉。
此公路進入崁頂鄉以後繼續朝東行進，途經崁頂鄉力社等地，之後通過國道三號下方，行進不久即進入潮州鎮，接著朝東行進一段距離後抵達潮州市區，並在市區內之新興路與介壽路口與縣道187號共線，接著往北行進約200公尺於圓環處與縣道189號共線，此時縣道185甲線已與縣道187號以及縣道189號共線。此公路之後往北方行進約600公尺後於三角公園與縣道187號分出，但仍與縣道189號共線，直至新生、中正、六合路口處與縣道189號分出為止，但又與屏85線開始共線，經過圓環，至延平路與朝昇路口結束共線，總共線里程長達1.7公里。
此公路再與縣道187號交會後繼續往東方行進，途經潮州鎮北勢部、崁腳以及萬巒鄉明發等地，之後在萬巒鄉新置村與縣道185號交會，乃是縣道185甲線的終點所在地。
截至2020年底，縣道185甲線總長19.584公里，路基總面積196,787平方公尺，其路面均以瀝青鋪設。全線共設置8座橋梁（總長547.6公尺），另設置0面標誌、68組交通號誌，以及538桿照明裝置。

## 歷史沿革
主線
臺灣公路編號制度之形成可追溯至1960年所施行之《公路法》，以及1963年所制訂之《臺灣省各級公路及橋涵編號辦法》。在《公路法》中規定公路分為國道、省道、縣道及鄉道；而在《臺灣省各級公路及橋涵編號辦法》中規定南北向為單號、東西向為雙號，且重要縣鄉道公路編號自「101」起不冠代字。
1961年，臺灣省公路局（今交通部公路總局）進行首次公路普查，而縣道185號則在此時期開始納編。當時縣道185號的路線北起高雄縣六龜鄉（今高雄市六龜區）的縣道184號（今台28線），南至屏東縣枋寮鄉水底寮的台1線，全長共計80.486公里。
1976年進行第二次公路普查時，原縣道184號六龜－荖濃路段併入縣道185號，而烏龍至水底寮路段則併入至台17線；調整之後，起點延伸至高雄縣六龜鄉荖濃的台20線，而終點縮減至屏東縣新園鄉烏龍的台17線，總長度變為80.618公里。
1983年進行第三次公路普查時，縣道185號屏東－烏龍段升格為台27線，荖濃－屏東路段則不變，總長度縮短為56.753公里。1994年，縣道185號因全線升格為台27線而解編。2001年，原縣道187甲線以及新闢的沿山公路改編為縣道185號，縣道185號再次納編，路線名稱改為「大津－枋寮」，全長共計69.542公里。自此以後該路線未曾有重大變革。
甲線
2014年1月10日中華民國交通部公告將屏58線與屏110線部分路段併編為縣道185甲線，路線名稱為「新吉－來義」，全長共計19.472公里。2024年11月6日公告四林路段改行北側新闢的外環道路（潮林路），原線解除公路編制並移交潮州鎮公所養護。

## 行經行政區域
主線
全線均位於屏東縣境內。
| 高樹鄉                 | 大津       | 0.000              | 台27線                         | 公路起點                                           |
| 高樹鄉                 | 大津       | 2.250              | 屏2線                          | 與屏2線共線起點                                    |
| 高樹鄉                 | 大津       | －                 |                                |                                                    |
| 高樹鄉                 | 大津       | －                 | 屏2線                          |                                                    |
| 三地門鄉               | 青葉       | －                 | 屏2線                          |                                                    |
| 高樹鄉                 | 青埔尾     | －                 | 屏2線                          |                                                    |
| 高樹鄉                 | 青埔尾     | －                 |                                |                                                    |
| 高樹鄉                 | 青埔尾     | 6.050              | 屏2線                          | 與屏2線共線終點                                    |
| 高樹鄉                 | 青埔尾     | 7.550              | 屏7線                          |                                                    |
| 高樹鄉                 | －         |                    |                                |                                                    |
| 高樹鄉                 | 加蚋埔     | －                 | （地區道路）                   |                                                    |
| 高樹鄉                 | 加蚋埔     | －                 |                                |                                                    |
| 高樹鄉                 | 加蚋埔     | －                 | （地區道路）                   |                                                    |
| 高樹鄉                 | 加蚋埔     | －                 |                                |                                                    |
| 高樹鄉                 | 加蚋埔     | 11.200             | 屏7線                          | 屏7線終點                                          |
| 三地門鄉               | 口社       | －                 | （無）                         |                                                    |
| 高樹鄉                 | 加蚋埔     | －                 | （無）                         |                                                    |
| 三地門鄉               | 口社       | －                 | （地區道路）                   |                                                    |
| 高樹鄉                 | 舊大路關   | 15.600             | （地區道路）                   |                                                    |
| －                     |            |                    |                                |                                                    |
| 三地門鄉               | 賽嘉       | 18.900             | 屏29線                         | 屏29線起點                                         |
| －                     |            |                    |                                |                                                    |
| 高樹鄉                 | 新大路關   | 20.750             | 屏27線                         | 屏27線終點                                         |
| 三地門鄉               | 三地門市區 | －                 | 屏29線                         | 屏29線終點                                         |
| 三地門鄉               | 三地門市區 | －                 |                                |                                                    |
| 三地門鄉               | 三地門市區 | 24.500             | 台24線                         | 與台24線共線起點                                   |
| －                     |            |                    |                                |                                                    |
| 內埔鄉                 | 水門       | 26.320             | 台24線 · 縣道187號             | 與台24線共線終點 縣道187號起點 與縣道187號共線起點 |
| 內埔鄉                 | 水門       | －                 |                                |                                                    |
| 內埔鄉                 | 水門       | －                 | 縣道187號 · 屏35線             | 屏35線起點                                         |
| 內埔鄉                 | 隘寮       | －                 | 縣道187號 · 屏35線             | （同上）                                           |
| 內埔鄉                 | 隘寮       | 27.700             | 縣道187號                      | 與縣道187號共線終點                                |
| 內埔鄉                 | 隘寮       | 28.450~28.573 隧道 |                                |                                                    |
| 內埔鄉                 | 隘寮       | －                 | （地區道路）                   |                                                    |
| －                     |            |                    |                                |                                                    |
| 瑪家鄉                 | 涼山       | 28.700             | （地區道路）                   |                                                    |
| 內埔鄉                 | 涼山       | －                 | （地區道路）                   |                                                    |
| 內埔鄉                 | 涼山       | －                 |                                |                                                    |
| 內埔鄉                 | 涼山       | －                 | （地區道路）                   |                                                    |
| 瑪家鄉                 | 涼山       | －                 | （地區道路）                   |                                                    |
| 內埔鄉                 | 涼山       | －                 | （地區道路）                   |                                                    |
| 瑪家鄉                 | 涼山       | －                 | （地區道路）                   |                                                    |
| 內埔鄉                 | 涼山       | －                 | （地區道路）                   |                                                    |
| －                     |            |                    |                                |                                                    |
| 內埔鄉                 | 佳義       | －                 | （地區道路）                   |                                                    |
| 瑪家鄉                 | 佳義       | －                 | （地區道路）                   |                                                    |
| 內埔鄉                 | 佳義       | －                 | （地區道路）                   |                                                    |
| 瑪家鄉                 | 佳義       | －                 | （地區道路）                   |                                                    |
| 內埔鄉                 | 佳義       | －                 | （地區道路）                   |                                                    |
| 內埔鄉                 | 佳義       | －                 |                                |                                                    |
| 內埔鄉                 | 佳義       | －                 | （地區道路）                   |                                                    |
| 萬巒鄉                 | 佳義       | －                 | （無）                         |                                                    |
| －                     |            |                    |                                |                                                    |
| 瑪家鄉                 | 佳義       | －                 | （地區道路）                   |                                                    |
| 萬巒鄉                 | 成德       | －                 | （地區道路）                   |                                                    |
| 萬巒鄉                 | 成德       | －                 |                                |                                                    |
| 萬巒鄉                 | 成德       | －                 | （地區道路）                   |                                                    |
| 瑪家鄉                 | 佳義       | －                 | （地區道路）                   |                                                    |
| 萬巒鄉                 | 成德       | －                 | （地區道路）                   |                                                    |
| 瑪家鄉                 | 佳義       | －                 | （地區道路）                   |                                                    |
| 萬巒鄉                 | 成德       | －                 | （無）                         |                                                    |
| 瑪家鄉                 | 佳義       | －                 | （無）                         |                                                    |
| 瑪家鄉                 | －         |                    |                                |                                                    |
| 瑪家鄉                 | 排灣       | －                 | （地區道路）                   |                                                    |
| 瑪家鄉                 | 排灣       | 35.900             | 屏92線                         | 屏92線終點                                         |
| 萬巒鄉                 | 成德       | 35.900             | 屏92線                         | （同上）                                           |
| 萬巒鄉                 | 成德       | －                 |                                |                                                    |
| 萬巒鄉                 | 成德       | －                 | 屏98線                         |                                                    |
| 萬巒鄉                 | 萬金       | －                 | （地區道路）                   |                                                    |
| 萬巒鄉                 | 萬金       | －                 |                                |                                                    |
| 萬巒鄉                 | 萬金       | －                 | （地區道路）                   |                                                    |
| 萬巒鄉                 | 赤山       | 40.250             | 屏102線                        |                                                    |
| 萬巒鄉                 | 赤山       | －                 |                                |                                                    |
| 萬巒鄉                 | 赤山       | －                 | 屏106線                        | 屏106線起點                                        |
| 萬巒鄉                 | －         |                    |                                |                                                    |
| 萬巒鄉                 | 加匏朗     | －                 | （地區道路）                   |                                                    |
| 萬巒鄉                 | －         |                    |                                |                                                    |
| 萬巒鄉                 | 新厝       | －                 | （地區道路）                   |                                                    |
| 萬巒鄉                 | －         |                    |                                |                                                    |
| 萬巒鄉                 | 老藤林     | －                 | 屏108線                        |                                                    |
| 萬巒鄉                 | －         |                    |                                |                                                    |
| 萬巒鄉                 | 新置       | －                 | 屏109線                        |                                                    |
| 萬巒鄉                 | 新置       | －                 |                                |                                                    |
| 萬巒鄉                 | 新置       | 47.700             | 縣道185甲線 · 屏110線／屏113線 | 縣道185甲線終點 屏110線起點 屏113線起點            |
| 新埤鄉                 | 赤山寮     | －                 | （地區道路）                   |                                                    |
| 新埤鄉                 | 海風寮     | 50.650             | 屏114線                        | 屏114線終點                                        |
| 新埤鄉                 | 萬隆       | －                 | 屏112線                        | 屏112線終點                                        |
| 新埤鄉                 | 萬隆       | －                 | 屏114-1線                      | 屏114-1線終點                                      |
| 新埤鄉                 | 玉環       | －                 | （地區道路）                   |                                                    |
| 新埤鄉                 | －         |                    |                                |                                                    |
| 新埤鄉                 | 餉潭       | 55.800             | 屏113線 · 屏118線              | 屏113線終點                                        |
| 新埤鄉                 | 下獅頭     | －                 | 屏115線                        | 屏115線起點                                        |
| 新埤鄉                 | 下獅頭     | －                 |                                |                                                    |
| 新埤鄉                 | 下獅頭     | －                 | （地區道路）                   |                                                    |
| 新埤鄉                 | 下獅頭     | －                 |                                |                                                    |
| 新埤鄉                 | 下獅頭     | －                 | 屏115線                        |                                                    |
| － 跨越屏115線、力力溪 |            |                    |                                |                                                    |
| 枋寮鄉                 | 玉泉       | －                 | 屏132線                        |                                                    |
| 枋寮鄉                 | 大響營     | －                 | 屏136線                        |                                                    |
| 枋寮鄉                 | －         |                    |                                |                                                    |
| 枋寮鄉                 | 新開       | －                 | （地區道路）                   |                                                    |
| 枋寮鄉                 | －         |                    |                                |                                                    |
| 枋寮鄉                 | 內寮       | －                 | （地區道路）                   |                                                    |
| 枋寮鄉                 | 內寮       | －                 |                                |                                                    |
| 枋寮鄉                 | 內寮       | 66.500             | （地區道路）                   |                                                    |
| 枋寮鄉                 | －         |                    |                                |                                                    |
| 枋寮鄉                 | 頂營       | －                 | （地區道路）                   |                                                    |
| 枋寮鄉                 | －         |                    |                                |                                                    |
| 枋寮鄉                 | 蜈蜞溝     | －                 | 屏142線                        |                                                    |
| 枋寮鄉                 | －         |                    |                                |                                                    |
| 枋寮鄉                 | 北勢寮     | 68.989             | 台1線                          | 公路終點                                           |
| 共線                   |            |                    |                                |                                                    |

甲線
全線均位於屏東縣境內。
| 新園鄉 | 新吉   | 0.000  | 台27線                       | 公路起點                             |
| 新園鄉 | 港墘   | －     | 屏60-1線                     | 屏60-1線終點                         |
| 新園鄉 | 港墘   | －     |                              |                                      |
| 新園鄉 | 港墘   | －     | 屏60線                       | 屏60線終點                           |
| 萬丹鄉 | 客厝   | －     | （地區道路）                 |                                      |
| 萬丹鄉 | －     |        |                              |                                      |
| 萬丹鄉 | 甘棠門 | －     | 屏59線                       | 屏59線終點                           |
| 萬丹鄉 | 興化廍 | 4.100  | 屏61線                       | 屏61線終點                           |
| －     |        |        |                              |                                      |
| 崁頂鄉 | 力社   | －     | 屏69線                       | 與屏69線共線起點                     |
| 崁頂鄉 | 力社   | －     | 屏69線                       | 與屏69線共線終點                     |
| 潮州鎮 | 八老爺 | 8.600  | 縣道187號                    | 與縣道187號共線起點                  |
| 潮州鎮 | 八老爺 | 8.800  | 縣道187號 · 縣道189號        | 與縣道189號共線起點                  |
| 潮州鎮 | －     |        |                              |                                      |
| 潮州鎮 | 北勢頭 | 9.400  | 縣道187號 · 縣道189號        | 與縣道187號共線終點                  |
| 潮州鎮 | 北勢頭 | 9.600  | 縣道189號 · 屏85線           | 與縣道189號共線終點 與屏85線共線起點 |
| 潮州鎮 | 北勢頭 | 10.300 | 屏85線                       | 與屏85線共線終點                     |
| 潮州鎮 | 北勢頭 | 11.050 | 縣道187號                    | 0                                    |
| 潮州鎮 | 北勢廍 | 11.050 | 縣道187號                    | 0                                    |
| 潮州鎮 | 北勢廍 | 12.000 | 台1線                        |                                      |
| 潮州鎮 | 四林   | －     | 屏111線                      |                                      |
| 潮州鎮 | 四林   | 14.135 | 縣道187乙線                  | 0                                    |
| 潮州鎮 | 四春   | 14.135 | 縣道187乙線                  |                                      |
| 萬巒鄉 | 明發   | －     | （地區道路）                 |                                      |
| 萬巒鄉 | 新置   | 19.969 | 縣道185號 · 屏110線／屏113線 | 公路終點 屏110線起點 屏113線起點     |
| 共線   |        |        |                              |                                      |

## 沿線路名
| 主線 - 沿山公路 - 中正路 - 成功路 - 忠孝路 - 中山路（內埔鄉） - 清涼路 - 新展路 - 環山路 - 新安路 - 大武路 - 中山路（新埤鄉） - 玉環路 - 沿山路 | 甲線 - 港墘路 - 新南路 - 力社路 - 大同路 - 介壽路 - 新生路 - 延平路 - 朝昇路 - 朝昇東路 - 三林路 - 通潮路 - 潮林路 - 潮義路 - 新光路 |

## 沿線設施與景點
| 主線 - 茂林國家風景區 - 屏東縣高樹鄉大路關國民小學 - 大路關主題樂園 - 國立內埔高級農工職業學校 - 屏東縣內埔鄉隘寮國民小學 - 涼山瀑布 - 中華民國陸軍航空特戰指揮部高空特種勤務中隊 - 屏東縣瑪家鄉佳義國民小學 - 大潮州人工湖 | 甲線 - 林後四林平地森林園區 |

## 延伸閱讀
- 2015年《MIT台灣誌》〈沿山采風185 寂靜公路 風雨過後新家園 禮納里〉大麥影像傳播工作室
- 2015年《MIT台灣誌》〈沿山采風185 寂靜公路 安坡 青葉 永保年輕之快樂地〉大麥影像傳播工作室

## 外部連結
- OpenStreetMap上有關縣道185號的地理
- OpenStreetMap上有關縣道185甲線的地理